# Papabile
Papabile (aus dem Italienischen, Plural: Papabili; wörtlich: papstfähig) ist eine umgangssprachliche Bezeichnung für Kardinäle, denen bei einer Papstwahl Chancen gegeben werden.
Auszumachen, wer jeweils papabile sei, ist ein regelmäßig wiederkehrendes Thema, gerade dann, wenn neue Kardinäle ernannt werden oder der Papst bei schlechter Gesundheit ist. In Rom gilt das Sprichwort: „Wer als Papst ins Konklave geht, kommt als Kardinal wieder heraus.“ Darum äußern sich die Kardinäle vor einem Konklave grundsätzlich nicht öffentlich über mögliche Kandidaten.
Die Nennung eines Kardinals in einer Papabile-Liste ist deshalb eine ambivalente Angelegenheit und kann in dreierlei Weise Anlass zu Spekulationen geben:
1. Die Nennung entspricht dem hohen Rang eines Kardinals in Hierarchie und persönlichem Ansehen. Die geschichtliche Erfahrung zeigt jedoch, dass gerade mächtige und dem letzten Papst nahestehende Kardinäle kaum gewählt werden (die Wahlen von Pius XII. und Benedikt XVI. sind daher als Ausnahme von der Regel zu betrachten).
2. Die Nennung entspricht dem persönlichen Bedürfnis einer Person oder einer Gruppe nach einem bestimmten Kandidaten, der die eigene kirchliche Richtung oder die eigene Nation vertritt, und ist als Eintrag in eine „Wunschliste“ zu verstehen.
3. Die Nennung ist gezielt gesteuert und soll gerade verhindern, was sie angibt: dass der als papabile genannte Kandidat tatsächlich Papst wird.